# Puffin de Macaronésie
Puffinus baroli
Espèce
Le Puffin de Macaronésie (Puffinus baroli) est une espèce d’oiseaux de la famille des Procellariidae.

## Répartition
Cette espèce vit sur certaines îles de l'est de l'océan Atlantique : Açores, Madère, îles Canaries.